# 크리스 아카부시
크리스 아카부시(Kriss Akabusi, MBE, 1958년 12월 28일 ~ )는 전 영국의 육상 선수로 단거리달리기와 허들에서 활약하였다.
케지에 우체 추쿠 두루 아카부시(Kezie Uche Chukwu Duru Akabusi)라는 본명으로 런던의 패딩턴에서 나이지리아인 부모에게 태어났다. 부모가 고국의 독립 후에 귀국하자 어린이의 집에서 자라왔으며, 17세에 영국 육군에 입대하였다. 그는 1982년 자신이 이미 24세였을 때까지 자신의 국제 데뷔를 만들지 않았다.
400m 달리기 선수로서 아카부시는 개인적으로 최고 수준에 나갈 수 없었으나 자신의 경력을 통하여 1600m 릴레이 팀의 평가 못할 만큼의 일원이었다.
그는 1984년 로스앤젤레스 올림픽에서 은메달을 따고 1990년 유럽 선수권에서 우승한 1600m 릴레이 팀의 일원이었다. 1987년 허들을 하기로 결정한 아카부시는 그 종목에서의 자신의 첫 시즌에서 세계 육상 선수권 대회의 결승전에 도달하였다.
1988년 서울 올림픽에서 400m 허들 결승전 6위를 하고, 2년 후 코먼웰스 게임과 유럽 선수권에서 2번 우승하였다. 후기의 선수권에서 1968년 멕시코시티 올림픽 이래 보유된 영국 기록 47.92초로 우승하였다.
1991년 세계 육상 선수권 대회는 또한 아마 아카부시의 가장 추억적인 상연을 위하여 세워졌다. 1600m 릴레이의 결승전의 시작에서 영국이 미국을 추적하면서 그는 새롭게 왕관을 쓴 400m 세계 챔피언 안토니오 페티그루를 상대하였다. 미국 선수는 350m나 이끌었으나 아카부시는 페트그루를 따라잡는 데 그에게 가까이 다가와 선수권 대회 역사상 가장 빠른 큰 전복들 중의 하나를 기록하였다.
1992년 바르셀로나 올림픽에서는 400m 허들과 1600m 릴레이의 동메달을 획득하고 이듬해 은퇴하였다.
그러고나서 텔레비전 앵커맨과 흥행적 연설자로서 경력을 수행하였다. 그는 또한 영국과 나이지리아 양국에서 자선국에 취임하기도 한다.